# Cabinet Milbradt II
État libre de Saxe
Milbradt I Tillich I
Le cabinet Milbradt II (en allemand : Kabinett Milbradt II) est le gouvernement du Land allemand de l'État libre de Saxe entre le 11 novembre 2004 et le 17 juin 2008, durant la quatrième législature du Landtag.

## Majorité et historique
Dirigé par le ministre-président chrétien-démocrate sortant Georg Milbradt, ce gouvernement est constitué et soutenu par une « grande coalition » entre l'Union chrétienne-démocrate d'Allemagne (CDU) et le Parti social-démocrate d'Allemagne (SPD). Ensemble, ils disposent de 68 députés sur 124, soit 54,8 % des sièges du Landtag.
Il est formé à la suite des élections régionales du 19 septembre 2004 et succède au cabinet Milbradt I, constitué et soutenu par la seule CDU. Lors du scrutin, les chrétiens-démocrates s'effondrent en perdant seize points et la majorité absolue dont ils disposaient depuis 1990. La percée du Parti national-démocrate d'Allemagne (NPD) et le score trop faible du Parti libéral-démocrate (FDP), qui réussit toutefois son retour au Parlement régional, empêchent la formation d'une coalition majoritaire de centre droit. La CDU se tourne alors vers le SPD, passé sous la barre des 10 % mais dont le nombre de sièges permet la constitution d'un gouvernement disposant d'une majorité absolue.
Le 14 avril 2008, Milbradt doit annoncer sa démission à la suite du scandale de la banque publique régionale Sachsen LB, dont les activités sur le marché des valeurs conduisent le Land à engager plus de 2,5 milliards d'euros de garantie et dont il a lui-même été un client privilégié alors qu'il en exerçait la tutelle, en sa qualité de ministre des Finances. La CDU choisit alors de le remplacer par Stanislaw Tillich, élu ministre-président le 28 mai et qui forme son gouvernement le 18 juin suivant.

## Composition

### Initiale (11 novembre 2004)
- Les nouveaux ministres sont indiqués en gras, ceux ayant changé d'attributions en italique.

| Portefeuille                                                                          | Titulaire | Titulaire                                                 | Parti |
| ------------------------------------------------------------------------------------- | --------- | --------------------------------------------------------- | ----- |
| Ministre-président                                                                    |           | Georg Milbradt                                            | CDU   |
| Vice-ministre-président Ministre de l'Économie et du Travail                          |           | Thomas Jurk                                               | SPD   |
| Ministre de l'Intérieur                                                               |           | Thomas de Maizière (jusqu'au 22/11/2005) Albrecht Buttolo | CDU   |
| Ministre des Finances                                                                 |           | Horst Metz                                                | CDU   |
| Ministre de la Justice                                                                |           | Geert Mackenroth                                          | CDU   |
| Ministre des Affaires sociales                                                        |           | Helma Orosz                                               | CDU   |
| Ministre de l'Environnement et de l'Agriculture                                       |           | Stanislaw Tillich                                         | CDU   |
| Ministre de l'Éducation                                                               |           | Steffen Flath                                             | CDU   |
| Ministre de la Science et des Arts                                                    |           | Barbara Ludwig (jusqu'au 13/09/2006) Eva-Maria Stange     | SPD   |
| Ministre des Affaires fédérales et européennes Directeur de la chancellerie régionale |           | Hermann Winkler (jusqu'au 06/11/2007) Michael Sagurna     | CDU   |

### Remaniement du 30 novembre 2007
- Les nouveaux ministres sont indiqués en gras, ceux ayant changé d'attributions en italique.

| Portefeuille                                                                          | Titulaire | Titulaire                                                           | Parti |
| ------------------------------------------------------------------------------------- | --------- | ------------------------------------------------------------------- | ----- |
| Ministre-président                                                                    |           | Georg Milbradt (jusqu'au 28/05/2008)                                | CDU   |
| Vice-ministre-président Ministre de l'Économie et du Travail                          |           | Thomas Jurk                                                         | SPD   |
| Ministre de l'Intérieur                                                               |           | Albrecht Buttolo                                                    | CDU   |
| Ministre des Finances                                                                 |           | Stanislaw Tillich (jusqu'au 28/05/2008) Steffen Flath (par intérim) | CDU   |
| Ministre de la Justice                                                                |           | Geert Mackenroth                                                    | CDU   |
| Ministre des Affaires sociales                                                        |           | Helma Orosz                                                         | CDU   |
| Ministre de l'Environnement et de l'Agriculture                                       |           | Roland Wöller                                                       | CDU   |
| Ministre de l'Éducation                                                               |           | Steffen Flath                                                       | CDU   |
| Ministre de la Science et des Arts                                                    |           | Eva-Maria Stange                                                    | SPD   |
| Ministre des Affaires fédérales et européennes Directeur de la chancellerie régionale |           | Michael Sagurna                                                     | CDU   |